# Juvenil

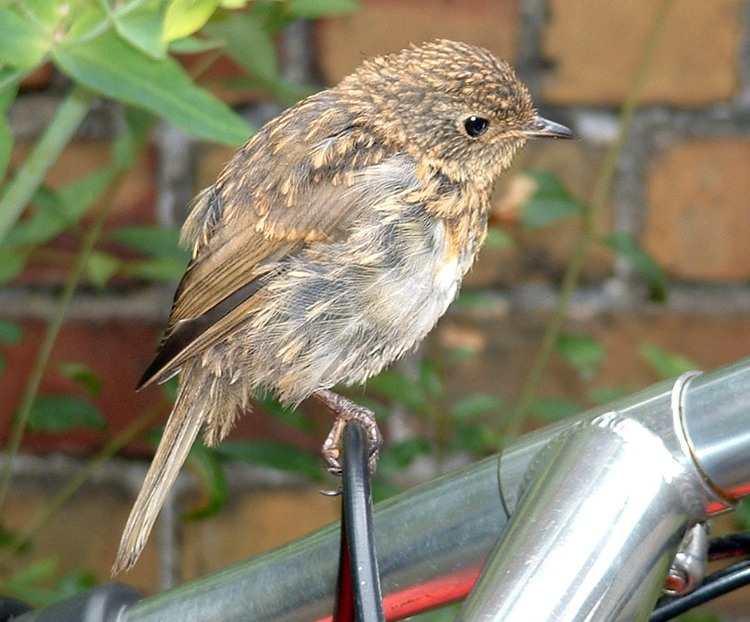
En juvenil rödhake (Erithacus rubecula).

Juvenil (av latin juvenilis, "ungdomlig") är inom biologin i allmänhet en term för ännu ej fortplantningsmogna organismer, alltså ett utvecklingsstadium före det adulta.
Inom ornitologin hänsyftar "juvenil" på dräktstadiet efter pulli (dununge). Det vill säga fågeln bär inte längre dundräkt, är färdigvuxen och bär sin första riktiga fjäderdräkt. Juvenil är alltså inom ornitologi inget åldersbegrepp utan en dräktbeteckning. Juvenil är fågeln fram till och med första ruggning. Den juvenila fjäderdräkten bär de flesta tättingar endast några veckor eller månader, för att sedan rugga till en första vinterdräkt, medan större fåglar, som rovfåglar bär den juvenila dräkten även första vintern.
Man talar även om ungfågel, vilket är ett oprecist begrepp för en ännu inte adult fågel. Ungfågel är inte synonymt med juvenil.